# Shaw-Lan Wang
Shaw-Lan Wang est une femme d'affaires d'origine chinoise, née à Chongqing. Elle est l'éditrice du United Daily News, l'un des trois principaux journaux taïwanais.
De 2001 à 2018, elle est propriétaire de la marque de prêt-à-porter Lanvin qu'elle a racheté à L'Oréal. Elle a notamment recruté le créateur Alber Elbaz comme directeur artistique.